# Уратадзе, Григорий Илларионович
Григорий Илларионович Уратадзе (груз. გრიგოლ ილარიონის ძე ურატაძე, 10 февраля 1880 или 10 февраля 1878, Ацана, Ланчхутский муниципалитет — 12 февраля 1959, Париж) — грузинский политик, дипломат, член Учредительного собрания Грузии, первый посол Грузии в России.

## Биография

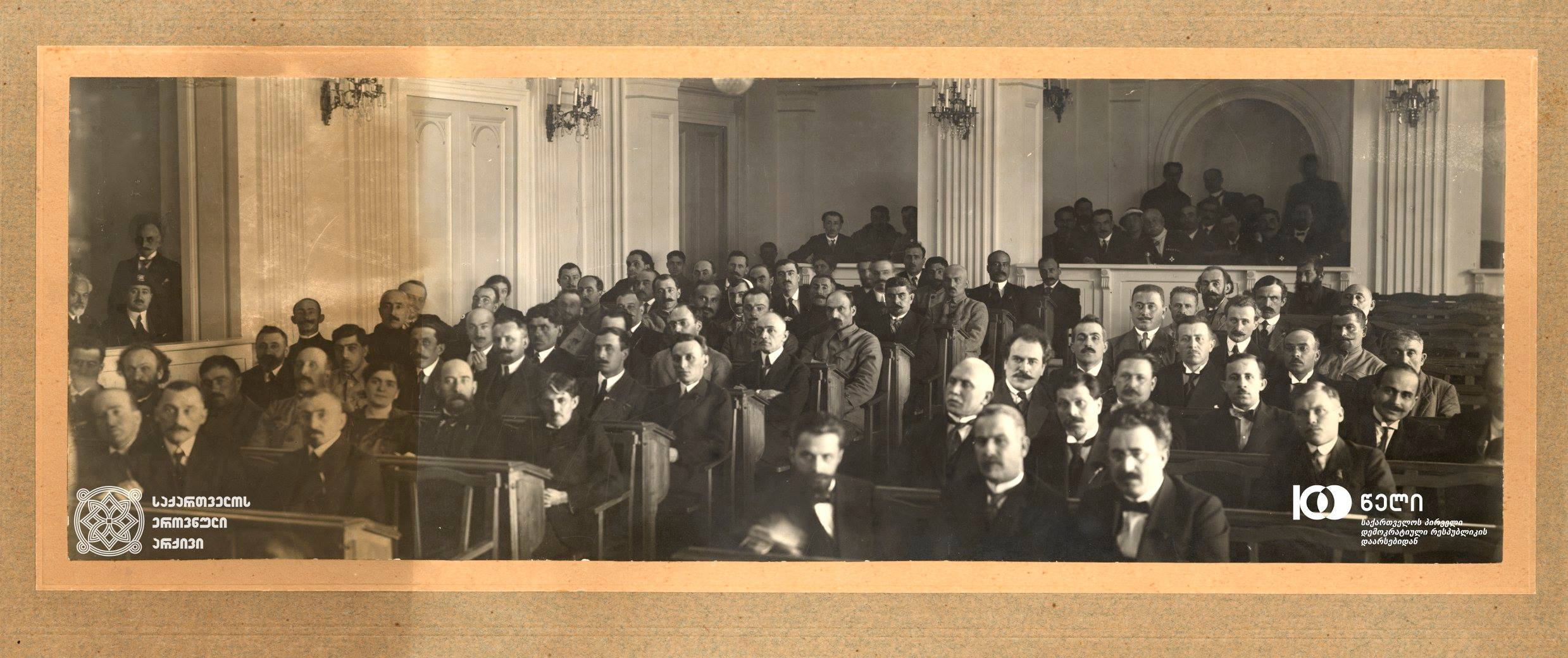
Первое заседание Учредительного собрания Грузии, Тифлис, 12 марта 1919 года. Уратадзе — левая сторона, второй ряд, крайний справа

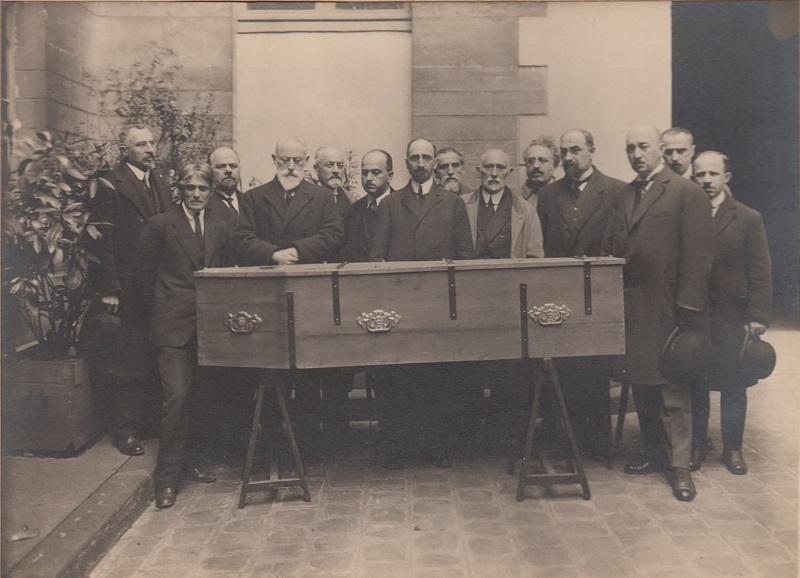
1926. Похороны Н. Чхеидзе. Уратадзе второй слева

После завершения четырёхклассной школы в деревне продолжил учёбу в педагогической семинарии, которую не смог закончить. Затем учился в Санкт-Петербургском институте психиатрии, откуда его отчислили. В 1900-х годах преподавал в школе Нигоити. В 1902 году участвовал в выступлении крестьян Нигоити, был арестован в 1903 году и заключён в тюрьму в Кутаиси, потом сослан в Оренбург, откуда бежал и вернулся в Грузию. Принимал активное участие в революционных событиях в Озургетском уезде (Гурии) в 1905 году. После поражения революции 1905 года и военного подавления Гурийской республики продолжил свою революционную деятельность в Гурии, Кутаиси и Тбилиси. В 1906 году он был делегатом на Стокгольмском конгрессе РСДРП от Тифлиса, а в 1907 году делегатом на конгрессе в Лондоне.
6 мая 1909 года был арестован во второй раз. В 1911 году нелегально выехал за границу, проживал в Женеве.
В 1912 году вместе с Власой Мгеладзе участвовал в работе грузинской делегации в Вене, где Лев Троцкий создал социал-демократическую фракцию против политики Ленина.
Арестован в Санкт-Петербурге в 1912 году и сослан в Чердынский уезд Пермской губернии. Вернулся из ссылки в 1915 году.
Принимал активное участие в создании Демократической Республики Грузия, в 1917 году был членом Национального совета Грузии. В 1918 году — заместитель председателя Кутаисского городского совета[уточнить], депутат парламента Грузии. Подписал Декларацию независимости Грузии.
В 1919 году избран членом Учредительного собрания, председатель мандатной комиссии. В конце апреля 1920 года возглавил делегацию Демократической Республики Грузии в Москве. Подписал мирный договор между Грузией и Россией 7 мая 1920 года, которым Россия признавала Грузию. После советизации Грузии в 1921 году он остался в Грузии и присоединился к движению сопротивления. 22 мая был арестован ЧК и заключён в тюрьму Метехи. Освобожден в июле по болезни, вернулся в Гурию, где его снова арестовали и заключили в тюрьму Озургети, а спустя несколько месяцев выслали из Гурии.
В начале 1922 года Уратадзе эмигрировал, жил в Праге, а затем в Париже. Там он написал несколько монографий и статей о революционном движении в Грузии и политике Советского Союза, 1929 по 1936 год редактировал газету «Дамоукидэбэл Сакартвелос» («Независимая Грузия»). Автор многих статей (по вопросам революционного движения в Грузии и советской национальной политике) и монографий «Общественное движение в Грузии» (Париж, 1939) и «Образование и консолидация Грузинской Демократической Республики» (Мюнхен, 1956). В последние годы он был редактором журнала «Чвени дроша» («Наше знамя») в Париже, членом Исполнительного комитета Грузинского национального совета и Заграничного бюро социал-демократической партии; принимал активное участие в общекавказской печати зарубежья.
Его рукописные воспоминания на русском языке были переданы на хранение в архив Колумбийского университета и в 1968 с незначительными изменениями были опубликованы Гуверовским институтом под заглавием «Воспоминания грузинского социал-демократа».
Умер в эмиграции, похоронен 14 февраля 1959 года на Левильском кладбище.

## Сочинения
- Общественное движение в Грузии. — Париж, 1939
- Образование и консолидация Грузинской Демократической Республики. — Мюнхен : Институт по изучению СССР, 1956
- Воспоминания грузинского социал-демократа. — Стэнфорд, Калифорния : Гуверовский институт войны, революции и мира, 1968